# Kulturzentrum Bremgarten
 (avril 2023).
Le contenu est difficilement compréhensible vu les erreurs de traduction, qui sont peut-être dues à l'utilisation d'un logiciel de traduction automatique.
Le Kulturzentrum Bremgarten également appelée KuZeB est un centre culturel et social autogéré suisse et un lieu d'événements qui a émergé d'un ancien squat en 1992. Il est situé à la Zürcherstrasse 2 à Bremgarten et est considéré comme un lieu symbolique du mouvement autonome dans le canton d'Argovie ainsi qu'un lieu de rencontre pour les activités sociales, culturelles et politiques suprarégionales des anti-autoritaires. Des événements de toutes sortes, tels que des concerts, des lectures, des discussions, des soirées d'information et de conseil, y sont régulièrement organisés.
Les bâtiments sont ceux de l'ancienne usine textile Meyer & Co., fondée en 1893. Le complexe se compose d'une maison d'habitation construite en 1838 et des deux bâtiments de l'usine.

## L'histoire de l'usine textile

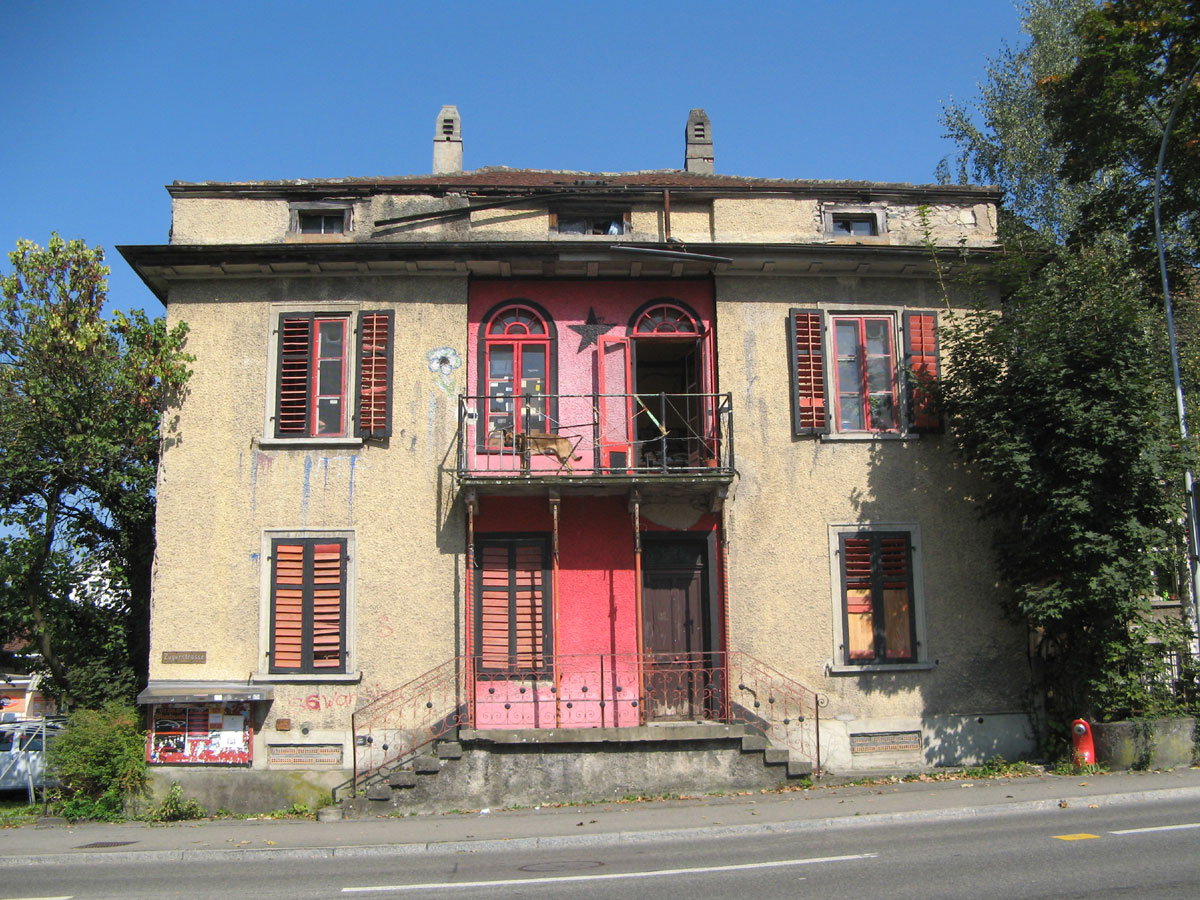
L'ancienne maison d'habitation en 2007

La maison Biedermeier située sur l'Obertorplatz de Bremgarten a été construite en 1838 par l'ingénieur du bâtiment Fidel Leimbacher à ses propres frais. Au cours du XIXe siècle, elle a été occupée par diverses personnalités illustres jusqu'à ce qu'elle passe finalement aux mains des frères Max et Simon Meyer, qui ont fondé la « Gebrüder Meyer, Herren- & Berufskleiderfabrik Bremgarten  (Meyer Frères, fabrique de vêtements pour hommes et professionnels à Bremgarten) » dans les bâtiments arrière vers 1893. Ceux-ci ont été successivement agrandis et reconstruits au fil des ans pour former un ensemble qui est à la fois un exemple typique d'une petite usine et un exemple important de Neues Bauen. Le bâtiment principal, une structure Biedermeier à deux étages, est caractérisé par son attique, tandis que les extensions de l'annexe arrière datent de 1880, 1911/1912 et 1928/1929,.
Le bâtiment de l'usine Meyer & Co. à Bremgarten a été construit en 1928/1929 d'après les plans de l'architecte zurichois Johann Emil Ganz. Il s'agit d'un exemple important et précoce d'architecture moderniste dans le canton d'Argovie. Le bâtiment à ossature cubique en béton, avec sa grille de façade dense, son vitrage important et son toit plat, répondait aux exigences du mouvement de la Neues Bauen et préservait en grande partie le tissu original du bâtiment, y compris les fenêtres rectangulaires transversales. Le bâtiment de l'usine abritait l'ensemble de la production, y compris les ateliers de confection et de couture. Le bâtiment contient deux salles de travail bien éclairées de 12 × 19,6 mètres, essentielles à la production. Il s'agit d'un exemple d'architecture d'usine pré-moderne qui témoigne de la riche histoire manufacturière de l'usine de vêtements[source insuffisante].
Aujourd'hui, l'ensemble des bâtiments se présente dans un état de conservation assez hétérogène. Il est inscrit à l’inventaire fédéral des sites construits à protéger en Suisse (ISOS) et témoigne d'un pan de l'histoire culturelle de Bremgarten.

## L'histoire du centre culturel

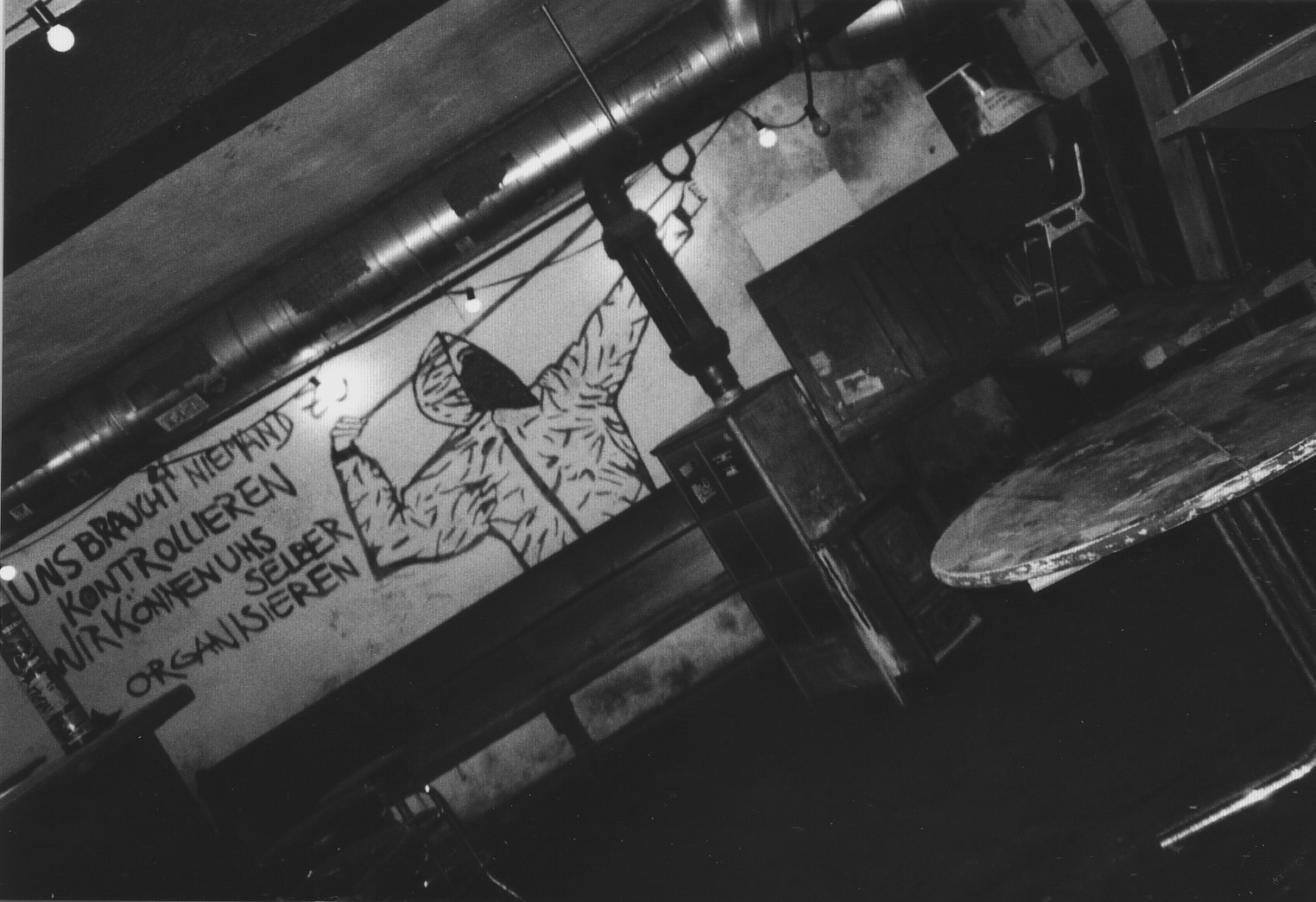
Cave de concert avec tag autour de 2004

En juin 1990, quelques jeunes gens ont occupé le complexe immobilier qui avait été abandonné aux ravages du temps 16 ans plus tôt. Ce complexe se composait d'une ancienne usine textile, dont la partie résidentielle avait été occupée par un club espagnol et un locataire privé des années auparavant. Les squatters ont transformé le bâtiment en un espace autonome, construisant un half-pipe pour les skaters et deux salles de musique au sous-sol. Max Meyer, l'un des deux propriétaires, avait été alerté par les autorités au sujet de la conversion de l'ancienne usine textile, mais n'avait rien fait de plus, se liant ainsi les mains. Le projet d'usine s'est donc poursuivi sans problème majeur jusqu'au Nouvel An 1991.[citation nécessaire]

### Menace d'expulsion
Au printemps 1991, les squatters passent à l'offensive et fondent le « Verein Kultur Zentrum Bremgarten KuZeB ». Leur objectif est de négocier un contrat de location avec les propriétaires. Les négociations avec les frères Meyer et les différentes autorités n'aboutissent pas. En avril 1991, la ville menace de faire expulser l'usine par la police.[citation nécessaire]
Dans les mois qui suivent, cependant, malgré les interdictions de la ville, des sauvageries sont régulièrement organisées dans les murs de l'ancienne usine, qui sont bien fréquentées et renforcent l'enthousiasme pour reprendre le projet. La situation s'est aggravée lorsque, le 7 décembre 1991, le groupe d'extrême droite « Rechtsradikale Mutschellenfront » (RMF) a pénétré dans les locaux de l'usine de vêtements et les a utilisés à ses propres fins. À la suite de cet incident, les frères Meyer ont été mis en demeure d'ériger un mur avant le 15 février 1992[citation nécessaire].

### Création de l'association «Verein KulturZentrum Bremgarten»
Pour résister à la pression, les activistes ont refondé l'association « KuZeB », qui existe toujours sous sa forme actuelle. Un plan d'utilisation du site a été élaboré et soumis aux propriétaires et aux autorités. En même temps, une offre a été faite pour le murage du bâtiment. Les activistes se sont opposés à cette offre et l'ont remise en question, ce qui a conduit les propriétaires à s'engager verbalement. Cet engagement a été bien accueilli par le public et le conseil a confirmé qu'il ne s'était jamais opposé à un bail.
Le 18 mars 1992 est donc considéré comme la date de fondation du Kulturzentrum Bremgarten.

### Contrat de location

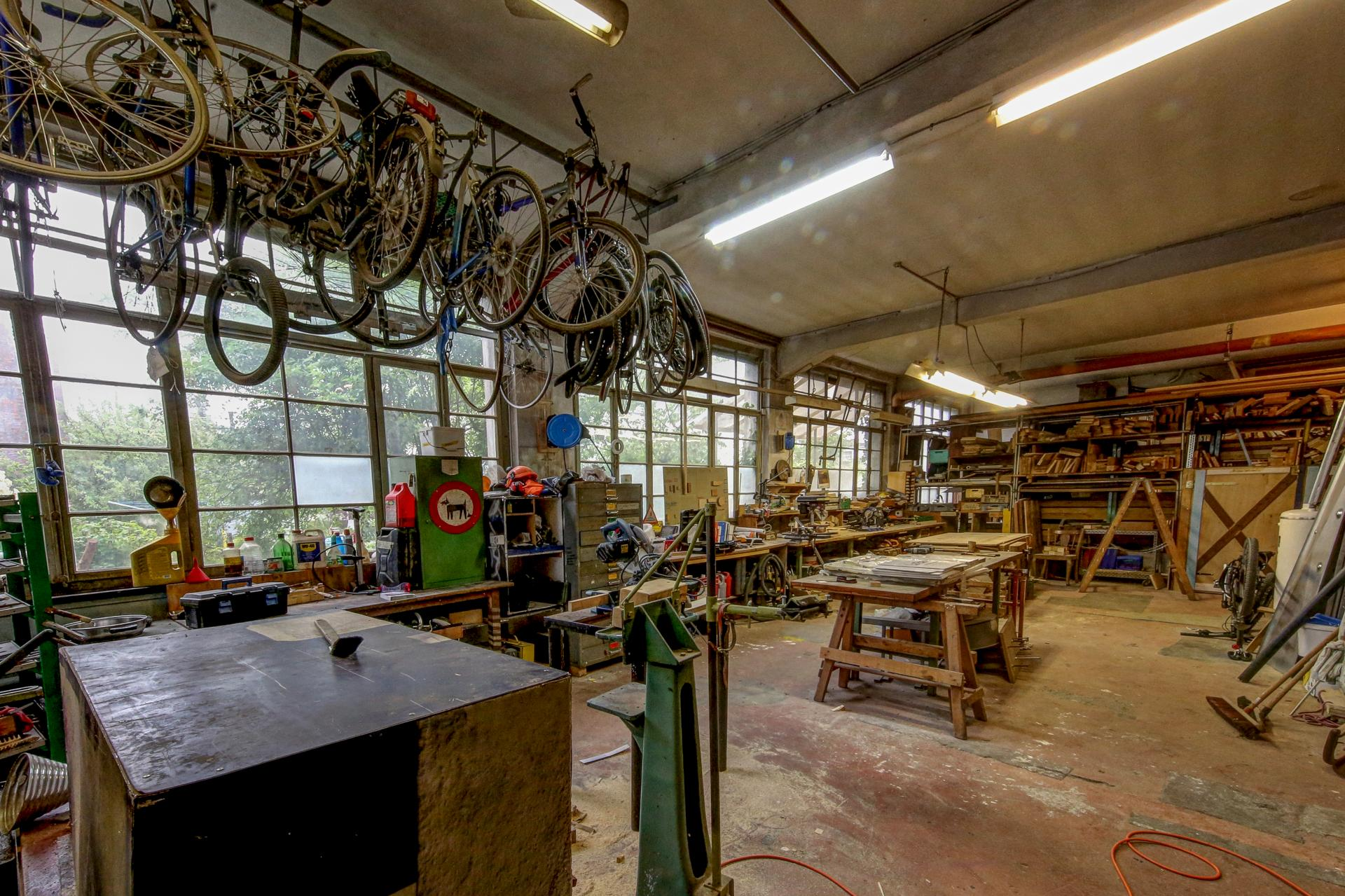
L'atelier actuel et l'ancien bâtiment de l'usine datant de 1928/1929 - les grandes fenêtres sont clairement visibles

Le marché annuel de la Pentecôte, qui comprenait des stands d'information et un concert punk sur le toit de l'usine, a suscité beaucoup d'intérêt et de réactions positives. De nouvelles opportunités se sont présentées en août 1992 lorsque le club espagnol a quitté les lieux et que le KuZeB a pris le relais. Le 27 août 1992, l'association a signé un contrat de location qui n'a jamais été contresigné. Les héritiers de l'ancien fabricant de textile Meyer se contentent toutefois de percevoir un petit loyer pour les places de parking et une partie du bâtiment. Le reste est squatté. Après cette longue période de négociations, le concept d'utilisation du bâtiment a pu être mis en œuvre étape par étape.
Aujourd'hui, le KuZeB est le plus ancien centre social autogéré de Suisse qui fonctionne entièrement sans financement public.[citation nécessaire]

### Conflits
Le 7 juin 2002, la police cantonale d'Argovie a effectué une perquisition au Kulturzentrum Bremgarten. Une bannière accrochée à la maison a été confisquée. Elle représentait une croix gammée barrée dans un panneau d'interdiction. La perquisition a été motivée par une accusation de violation de la loi pénale contre le racisme. Dans un communiqué, les opérateurs du KuZeB ont qualifié l'action de grotesque et de satire politique.
Le KuZeB est soumis à une pression croissante de la part des autorités. Afin de contrôler l'espace libre, les autorités ont rédigé un décret qui aurait soumis le centre autogéré à la licence de débits de boissons. Les conséquences financières, juridiques et organisationnelles auraient signifié la fin du projet non commercial. Le département cantonal de l'intérieur a déclaré qu'il n'existait pas de cas comparable et qu'il fallait créer un précédent. Le gouvernement cantonal a toutefois décidé que le KuZeB n'était pas assimilable à un établissement commercial et qu'il ne relevait donc pas de la licence de débits de boissons.
Le 29 mai 2018, un détachement de police a perquisitionné le bâtiment dans le cadre d'une demande d'assistance juridique de l'Allemagne. Un jeune homme originaire d'Argovie, accusé de trouble aggravé à l'ordre public et d'incendie criminel lors des émeutes du G20 à Hambourg, ne se trouvait pas à Bremgarten à ce moment-là, mais a été arrêté plus tard dans la région de Winterthour. La police a néanmoins perquisitionné son domicile et le centre culturel et y a confisqué plusieurs supports de données.
Andreas Glarner, membre de la ligne dure de l'UDC, souhaite se débarrasser du KuZeB. Le propriétaire de l'immeuble, Max Meyer, avait déjà des intéressés, mais ne voyait aucune raison de vendre le KuZeB. Bremgarten avait fait la une des journaux en 2013 lorsque des demandeurs d'asile s'étaient vu refuser l'accès à des établissements publics. Glarner a menacé d'acheter le bâtiment pour empêcher les demandeurs d'asile de se rendre au KuZeB et a intensifié ses critiques envers le KuZeB après que des inconnus ont tagué le local où se tenait l'assemblée générale de l'UDC.
Depuis 2018, Glarner a mené une lutte juridique contre le KuZeB dans le but de faire disparaître le plus ancien centre culturel autonome du pays, qu'il a qualifié à plusieurs reprises de tache.
Andreas Glarner avait auparavant exprimé des craintes au sujet du KuZeB après que la façade d'un restaurant ait été recouverte de graffitis et que des slogans aient été lancés contre lui à proximité. Il a même envisagé d'acheter l'immeuble avec d'autres investisseurs. Glarner a déménagé son bureau à proximité immédiate du KuZeB et a commencé à intenter des actions en justice contre le centre culturel, affirmant qu'il enfreignait les dispositions du droit de la construction. Malgré de nombreuses plaintes et demandes, sa position n'a pas été soutenue par les autorités locales.
La situation juridique du KuZeB est même meilleure qu'auparavant, puisque les autorités municipales et cantonales ont officiellement établi que l'utilisation des bâtiments comme centre culturel a été légalisée au fil des ans.

## Programme actuel

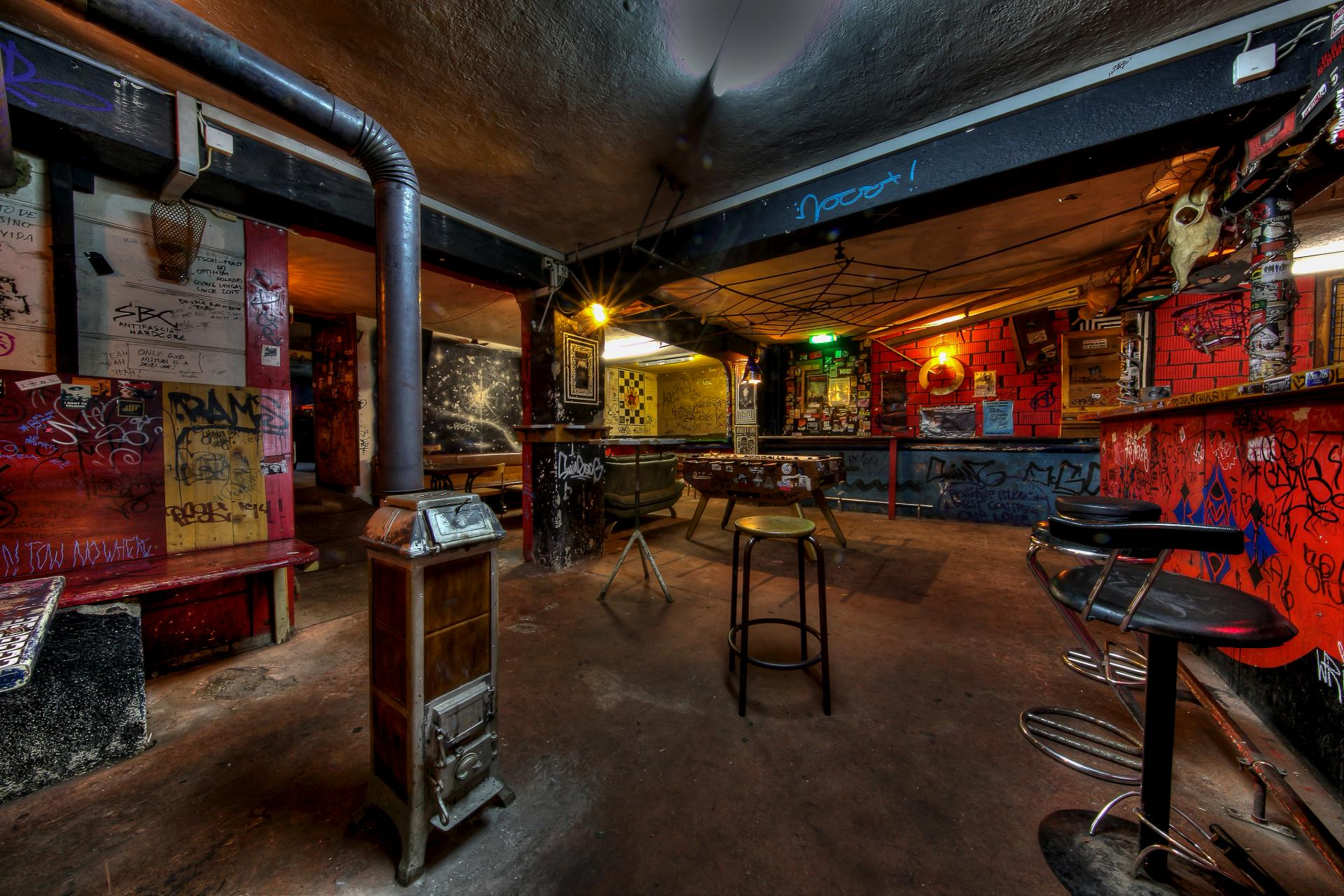
KuZeB Bar de concert

Des concerts alternatifs et subculturels internationaux aux lectures, projections de films et débats politiques, le programme culturel du KuZeB est très varié. Deux scènes avec des bars, un cinéma, un hackerspace, un magasin gratuit, un infoshop, des ateliers de couture, d'impression, de peinture, de menuiserie et de métallurgie, une salle polyvalente avec un half-pipe et un espace de fitness, une salle de répétition pour les groupes, un grand jardin et plusieurs salles de stockage font désormais partie du centre autogéré où les gens peuvent se défouler ou s'adonner à diverses activités.
KuZeB veut expérimenter des formes de société et de vie différentes et nouvelles, dans lesquelles tous les participants ont les mêmes droits, devoirs et responsabilités. Les pierres angulaires sont l'humanité, la solidarité, la liberté d'expression, la confiance, l'intégration, la diversité et l'ouverture. Ces formes doivent présenter des alternatives concrètes et envoyer un signal. L'association offre un espace d'expérimentation aux jeunes qui ont des idées créatives.